# The Commercial Appeal
The Commercial Appeal est un journal quotidien de Memphis, Tennessee. Il appartient au groupe E. W. Scripps Company, un des plus importants de l'Amérique du Nord. Scripps possède aussi le journal matinal Memphis Press-Scimitar.
Comme la plupart des journaux papiers, le Commercial Appeal est produit toute la semaine. Par rapport à sa ligne éditoriale, le journal est considéré comme prenant un point de vue libéral. Le quotidien est principalement distribué dans la ville de Memphis, mais aussi aux alentours à Shelby, Fayette, Tipton, DeSoto, Tate et Tunica.
En 1994, le journal remporte le Prix Pulitzer pour le dessinateur et caricaturiste de presse Michael Ramirez. Le Commercial Appeal était en 2009, selon le site d'analyse BurrellesLuce, le 66e journal le plus important des États-Unis.

## Historique
Le nom inhabituel de Commercial Appeal provient de la fusion de deux journaux du XIXe siècle, le Memphis Commercial et le Appeal.

### The Appeal
L'histoire du journal débute réellement au cours de la Guerre Civile Américaine. Pour fuir l'avancée des troupes de l'Union, les plaques et les presses furent chargées dans des wagons et transportées jusqu'à Grenada, Mississippi le 6 juin 1862, puis à Jackson, Mississippi, Meridian, Mississippi, Atlanta, Géorgie et enfin à Montgomery, Alabama où le matériel fut détruit le 6 avril 1865, seulement quelques jours avant la défaite des Confédérés. Le 5 novembre 1865, le journal s'installe à Memphis et commence, grâce à la seule presse sauvée, la publication de plusieurs numéros sous le nom du Commercial Appeal. Un peu plus tard, le journal englobe le quotidien The Avalanche.

### Droit Civil
Le journal a eu des positions mitigées sur le domaine du droit civil. Malgré sa sympathie assumée pour la Confédération, le Commercial Appeal a obtenu en 1923 le Prix Pulitzer pour sa ligne éditoriale et son opposition à la résurgence du Ku Klux Klan.
Entre 1916 et 1968, le journal publie un dessin de presse satirique mettant en vedette un homme noir, Hambone, que beaucoup d'Africains Américains considérèrent comme une caricature raciste.
En 1917, le journal publie un article donnant l'heure et l'adresse du lynchage de Ell Persons, un Africain Américain accusé d'avoir violé une étudiante blanche de seize ans, à Memphis.
Pendant les manifestations du Mouvement afro-américain des droits civiques, menées par Martin Luther King ou Rosa Parks, le journal évite de publier. En 1962, il prend position contre la ségrégation des émeutiers. Il est à noter que le propriétaire, Scripps-Howard était plutôt conservateur et anti-syndicaliste.